# Epworth, Zimbabwe
Epworth är Zimbabwes femte största stad, och är en förort till Harare. Folkmängden uppgick till 161 840 invånare vid folkräkningen 2012.